# Средногорово
Средногорово (болг. Средногорово) — село в Болгарии. Находится в Старозагорской области, входит в общину Казанлык. Население составляет 212 человек.

## Политическая ситуация
В местном кметстве Средногорово, в состав которого входит Средногорово, должность кмета (старосты) исполняет Станимир Паунов Караджов (политическая партия «Движение НАШИЯТ ГРАД») по результатам выборов.
Кмет (мэр) общины Казанлык — Стефан Христов Дамянов (инициативный комитет) по результатам выборов в правление общины.